# 瓦瓦泰尼納
17°28′S 49°12′E / 17.467°S 49.200°E
瓦瓦泰尼納，是馬達加斯加的城鎮，位於該國中部，由阿那拉芒加區負責管轄，是瓦瓦泰尼納區的首府，海拔高度123米，九成人口參與農業，2005年人口34,904。